# Boubacar Barry (labdarúgó, 1996)
Boubacar Barry (Conakry, 1996. április 15. –) guineai születésű német korosztályos válogatott labdarúgó, aki jelenleg a Türkgücü München játékosa.

## Statisztika
2015. július 27. szerint.
| Klub          | Szezon   | Bajnokság | Bajnokság | Kupa  | Kupa | Nemzetközi | Nemzetközi | Összesen | Összesen |
| Klub          | Szezon   | Mérk.     | Gól       | Mérk. | Gól  | Mérk.      | Gól        | Mérk.    | Gól      |
| ------------- | -------- | --------- | --------- | ----- | ---- | ---------- | ---------- | -------- | -------- |
| Karlsruher SC | 2014-15  | 4         | 0         | 0     | 0    | -          | -          | 4        | 0        |
| Karlsruher SC | 2015-16  | 1         | 0         | 0     | 0    | -          | -          | 1        | 0        |
| Karlsruher SC | Összesen | 5         | 0         | 0     | 0    | 0          | 0          | 5        | 0        |
| Összesen      | Összesen | 5         | 0         | 0     | 0    | 0          | 0          | 5        | 0        |